# Паппенгейм, Берта
Берта Паппенгейм (нем. Bertha Pappenheim; 27 февраля 1859, Вена — 28 мая 1936, Ной-Изенбург, Гессен) — общественная деятельница, защитница прав женщин и основательница Иудейского союза женщин (нем. Jüdischer Frauenbund). Также известна как пациентка Йозефа Брейера и Зигмунда Фрейда Anna O. Рассмотренный в «Очерках об истерии» (1885) случай Анны О. послужил для Фрейда началом разработки его теории истерии, а впоследствии и психоанализа.

## Биография

### Детство
Берта Паппенгейм родилась 27 февраля 1859 года в Вене в семье Зигмунда (1824—1881) и Рехи (1830—1905) Паппенгейм, она была третьим по счёту ребёнком. Отец Берты родом из Прессбурга (ныне — Братислава), фамилия «Паппенгейм» указывает на франкское происхождение. Мать, урождённая Гольдшмидт (Goldschmidt), — родом из Франкфурта-на-Майне. Обе семьи были зажиточны и прочно связаны с ортодоксальным еврейством. Берта Паппенгейм воспитывалась в соответствии с традиционными женскими ролями, посещала католическую школу для девочек. Её жизнь была размерена еврейским календарём праздников и регулярными летними поездками в Бад-Ишль.
В 8 лет её старшая сестра Генриетта (1849—1867) умерла от туберкулёза. Когда Берте было 11 лет, семья переехала из Леопольдштадта, заселённого главным образом бедными евреями квартала Вены, на Лихтенштейнштрассе. В 16 лет Берта бросила школу, посвятила себя физическому труду и помогала матери в приготовлении кошерных блюд. В то же время, брат Вильгельм (1860—1937), который был всего на 18 месяцев младше Берты, посещал гимназию, чему очень завидовала Берта.

### Болезнь
Летом 1880 года, когда семья снова отдыхала в Бад-Ишле, отец Берты тяжело заболел лихорадочным плевритом, что стало поворотным пунктом в жизни Берты Паппенгейм. Во время бессонной ночи у кровати больного её внезапно настигли галлюцинации и приступы страха. В дальнейшем её заболевание приобрело широкий спектр различных симптомов:
- Нарушение речи (Афазия): временами она вообще не могла говорить, временами — говорила только по-английски, временами даже по-французски или по-итальянски. Но понимала немецкий она всегда. Приступы афазии иногда длились днями, а иногда — только в определённое время суток.
- Невралгия: она страдала нервными болями в области лица, которые лечили морфином и хлоралом. Медикаментозная терапия привела к зависимости от морфина и хлорала. Боли были настолько сильны, что врачи подумывали о рассечении тройничного нерва.
- Парезы: параличи и онемения конечностей происходили преимущественно с одной стороны. Из-за паралича правой руки ей пришлось учиться писать левой.
- Нарушения зрения: появлялись мимолетные нарушения глазной моторики, косоглазие. Она воспринимала предметы сильно увеличенными.
- Колебания настроения: В течение длинных промежутков времени у неё обнаруживались переходы от тревожных состояний к депрессии, которые чередовались с состоянием расслабления и отрешённости.
- Амнезия: в одном состоянии больная не помнила о событиях или своих поступках, которые происходили во время других состояний.
- Нарушения пищевого поведения: в критических ситуациях она не принимала никакой пищи. Во время одного жаркого лета она на неделю отказалась от жидкостей и питалась только фруктами.

Сначала семья не реагировала на эти симптомы болезни. Только в ноябре друг семьи врач Йозеф Брейер взялся за лечение. Он побуждал пациентку, иногда в состоянии неглубокого гипноза, к рассказыванию историй, что привело к частичному улучшению картины болезни, в то время как общее состояние ухудшалось. С 11 декабря 1880 года Берта Паппенгейм была на многие месяцы прикована к постели.

### Смерть отца
5 апреля 1881 года умер отец Берты. Не выдержав потери, она сначала «впала в полное оцепенение» и многие дни отказывалась от еды. Впоследствии её состояние ухудшилось, так что 7 июня 1881 её против её воли поместили в санаторий «Inzersdorf», где она в последующие годы пребывала ещё три раза (частично по собственному желанию). В первый раз Берта осталась в санатории до ноября 1881. Возвратившись в семью, она продолжила лечение у Брейера.
Мучительный и медленный прогресс «работы по воспоминанию», во время которой пациентка (согласно работе Брейера и Фрейда) вспоминала по эпизодам и «распутывала» (auflösen) единичные симптомы, согласно Брейеру достиг цели 7 июня 1882 года, после того как Берта реконструировала первую ночь с галлюцинациями в Ишле. «С тех пор она совершенно здорова» — такими словами оканчивает Брейер дневник в истории болезни.

### Санаторий Бельвью
Уже 12 июля Брейер направил Берту Паппенгейм в возглавляемую Робертом Бинсвангером частную клинику Бельвью в Кройцлинген на озере Бодензее. После лечения в Бельвью она больше не пользовалась услугами Брейера. 
Во время пребывания в Кройцлингене Берта навестила своего кузена Фрица Гомбургера (Fritz Homberger) и свою кузину Анну Эттлингер (Anna Ettlinger) в Карлсруэ. Последняя была соосновательницей женской гимназии в Карлсруэ, которую также посещала Рахель Штраус. Последняя посвятила себя литературной работе — в появившейся в 1870 году статье «Беседа о женском вопросе» (Ein Gespräch über die Frauenfrage) она требовала для женщин равные права на образование. Рахель давала частные уроки и организовала «литературные курсы для дам». Берта Паппенгейм прочитала ей несколько сказок собственного сочинения, и кузина, которая была на 14 лет старше неё, посоветовала продолжить литературную деятельность.
Кроме того, в конце 1882 года Берта проходила курсы по уходу за больными, которые предлагало «Баденское женское общество». Целью курсов была подготовка молодых женщин в качестве руководителей учреждений по уходу за больными. Однако визит был ограничен во времени, и Берта не смогла окончить обучение.
29 октября 1882 года Берта была выписана, её состояние к тому времени улучшилось. В последующие годы, о которых мало известно, она вела замкнутую жизнь с матерью в Вене. На это время приходятся три поездки с целью лечения в Инцерсдорф — болезнь не была преодолена.
Вопреки болезни Берта Паппенгейм была сильной личностью. Брейер описывает её как женщину «удивительно острую на выдумку, со значительным интеллектом и зоркой интуицией […]».

### Франкфурт
В возрасте 29 лет, в ноябре 1888 года, Берта переехала вместе с матерью во Франкфурт-на-Майне. Её родственники во Франкфурте исповедовали частично ортодоксальный иудаизм, частично — либеральный. В отличие от Вены, здесь проявляли большой интерес не только к благотворительности, но также к науке и искусству. Такие семьи как Гольдшмидты и Оппенгеймы были известны как меценаты искусства и коллекционеры, они поддерживали научные и академические проекты, особенно во время основания Франкфуртского университета.
В таком окружении Берта Паппенгейм начала интенсивное литературное творчество (первые публикации в 1888 году, сначала анонимно, потом под псевдонимом «P. Berthold»), а также занялась общественной деятельностью. Сначала Берта работала в столовой для бедных и лектором в приюте для девочек-сирот Иудейского женского общества (Israelitischer Frauenverein). В 1895 году она возглавила приют на правах уполномоченной, а через год её утвердили в должности. До Берты Паппенгейм приют готовил исключительно к последующему замужеству. За 12 лет работы ей удалось сориентировать образование на профессиональную независимость.
В 1895 году во Франкфурте проходил общий съезд Всеобщего немецкого женского объединения (Allgemeiner Deutscher Frauenverein, ADF). Паппенгейм приняла в нём участие, а позднее способствовала созданию местного отделения ADF. В следующие годы она публиковала статьи о правах женщин в журнале «Ethische Kultur», а затем перевела на немецкий книгу Мэри Уолстонкрафт «Защита прав женщины».

### Иудейский женский союз
На проходящей в октябре 1902 года во Франкфурте Первой немецкой конференции по борьбе с торговлей женщинами Берте Паппенгейм и Саре Рабинович поручили поездку в Галицию с целью изучения местной социальной обстановки. В обнародованном в 1904 году отчёте о многомесячной поездке она описывает сочетание аграрной отсталости и начавшейся индустриализации, а также проблемы связанные из-за конфликта хасидизма и сионизма.
На Международной женской конференции (International Council of Women) 1904 года в Берлине было принято решение об основании национального еврейского общества женщин, которое должно было объединить общественные и эмансипационные стремления еврейских женских обществ подобно основанному Хеленой Ланге в 1894 году Союзу немецких женских объединений (Bund Deutscher Frauenvereine, BDF). Берту Паппенгейм избрали в качестве первой председательницы Еврейского союза женщин (Jüdischer Frauenbund, JFB), которым она руководила ещё 20 лет, и в деятельности которого она участвовала всю оставшуюся жизнь. В 1907 году Еврейский союз женщин присоединился к BDF. В 1914—1924 годах Берта была членом правления BDF.
Цели JFB были с одной стороны феминистскими — расширение прав женщин и требование свободной трудовой деятельности еврейских женщин, с другой — соответствовали традиционным целям еврейской филантропии — занятие благотворительностью как соблюдение заповеди. Берте Паппенгейм не всегда было легко объединить различные стремления. Особенно вызывало раздражение то, что она в борьбе против торговли женщинами говорила не только о еврейских женщинах как о жертвах, но и о еврейских мужчинах как о виновниках преступления.
Берта критиковала образ женщины в иудаизме. Как участница немецкого женского движения она требовала включения идеала равноправия в предписания иудаизма. Речь шла прежде всего об образовании и равноправии в профессиональной деятельности.
Высказывание Берты Паппенгейм в первый день съезда JFB 1907 — «Для иудейского закона женщина не является ни индивидом, ни личностью, её признают и расценивают лишь как сексуальный объект» — привело к жёсткой реакции со стороны ортодоксальных раввинов и еврейской прессы. Отрицались обнародованные Паппенгейм факты — торговля женщинами, пренебрежение к незаконнорождённым еврейским сиротам, её обвиняли в «оскорблении еврейства». Эмансипированные евреи с либеральными политическими взглядами также занимали традиционную патриархальную позицию в женском вопросе.
JFB непрерывно рос, и к 1907 году насчитывал 32 000 членов в составе восьмидесяти двух объединений, а иногда насчитывал более 50 000 человек, что делало его крупнейшей благотворительной еврейской организацией в мире.
В 1917 году Берта Паппенгейм потребовала «положить конец расколу раздробленности еврейской благотворительной помощи», что было достигнуто основанием до сих пор существующей Центральной благотворительной организации евреев Германии (Zentralwohlfahrtsstelle der Juden in Deutschland). В руководстве новой организации Берте помогала Sidonie Werner.
После захвата власти нацистами в 1933 году Берта Паппенгейм ещё раз взяла на себя руководство JFB, но в 1934 году она снова отказалась от должности из-за идеологических разногласий. Невзирая на угрозу немецким евреям, Берта была против сионизма, в то время как в JFB, как и в немецком еврействе вообще, поддержка сионизма только усиливалась. Особенно способствовало конфликту её отношение к молодёжной ситуации. Она отвергала эмиграцию детей и молодёжи в Палестину без оставшихся в Германии родителей. Тем не менее, в 1934 году она сама переправила группу детей в Великобританию. После принятия Нюрнбергских законов 15 сентября 1935 году Берта сменила своё мнение и выступала за эмиграцию евреев. После смерти Берты Паппенгейм её функции в JFB частично переняла Ханна Кармински (Hannah Karminski). В 1939 году нацисты распустили Еврейский женский союз.

### Ной-Изенбург
Берта Паппенгейм была основательницей или инициатором многих организаций, к которым относятся детские дома, исправительные дома и учебные заведения. На её взгляд, главным её жизненным достижением было общежитие для девушек  в Ной-Изенбурге.
В 1901 году, после доклада Берты Паппенгейм для «Иудейского объединения помощи» (Israelitischer Hilfsverein), сформировалось объединение женщин, которое сначала как отделение Иудейского объединения взаимопомощи, затем с 1904 года как независимое объединение Женская забота (Weibliche Fürsorge) преследовала цель координации и профессионализации работы над различными социальными инициативами и проектами.
Примерно с 1906 году Берта задалась целью основать женское общежитие для поддержки незаконнорождённых еврейских женщин и/или женщин, которым угрожала проституция или продажа в рабство. В общежитии должны были осуществиться выработанные ей принципы еврейской социальной работы:
- В отличие от традиционной еврейской благотворительности, современная социальная работа должна быть направлена на воспитание самостоятельности.
- По принципу «последующей заботы», необходимо сопровождать жизненный путь бывших жительниц на протяжении длительного времени, чтобы избежать новых издевательств.
- Не должно быть: "…никакого учреждения для подопечных в плане закона, никакого посвященного организации каменного монумента с надписями, никаких благодарственных табличек, коридоров, спален и столовых, никаких начальных школ с карцером, кельями и одной главенствующей директорской семьёй, а домом, даже, если это суррогат единственно желательного хорошего семейного воспитания[12].
- Жительницы должны быть окружены еврейской традицией и культурой.
- Обстановка должна быть простой, чтобы жительницы хорошо ознакомились с условиями и требованиями мелкобуржуазного хозяйства.

Луиза Гольдшмидт, родственница матери Берты, предоставила для основания женского общежития двухквартирный дом в Ной-Изенбурге, неподалёку от Франкфурта-на-Майне с его клиниками и общественными организациями. В отличие от прусского Франкфурта, гессенский Ной-Изенбург с более мягкими законами предлагал к тому же преимущества для лиц без гражданства.
На обустройство дома было потрачено 19 000 марок. 25 ноября 1907 года дом был готов для своего предназначения — предоставлять «защиту для нуждающихся в защите и воспитание для нуждающихся в воспитании».
В доме было мало удобств, за что его иногда критиковали. Например, в ванной не было водопровода, а центральное отопление было проведено только в 1920 году. Зато всё было предусмотрено для последовательного соблюдения законов кашрута. Имелась даже используемая только раз в году пасхальная кухня, которая находилась в полуподвальном помещении.
Изображения искусства в доме и в саду служили образованию жильцов, например детский колодец «Выгнанный аист» Фритца Кормиса (Fritz J. Kormis), который был сделан по мотивам сказки Берты Паппенгейм, чтения, маленькие театральные выступления и доклады, одним из авторов которых был известный философ и писатель Мартин Бубер (Martin Buber), который как друг Б. Паппенгейм несколько раз был у неё в гостях.
Умерла 28 мая 1936 года.